# Жарновець віниковий
Жарновець віниковий (Cytisus scoparius), також сарота́мнус ві́никовий та роки́тник віниковий — вид рослин з родини бобових (Fabaceae). Це кущ 50—200 см заввишки з трійчастими нижніми і цілісними верхніми листками та з ясно-жовтими квітками; цвіте в травні — на початку червня.

## Опис
Кущ 0.5–2 м. Гілки ребристо-гранисті, із трійчастими, скороченими до верху гілками і листками, що рано опадають. Квітки світло-жовті, 2–3 см завдовжки, однакові, в пазухах листків. Боби 4–5 см завдовжки, уздовж швів густо війчасто запушені.

## Поширення
Поширений у Європі; натуралізований у Макаронезії, ПАР, Японії, Індії, Австралії, Новій Зеландії, Британській Колумбії (Канада), США
В Україні вид зростає у хвойних, широколистяних лісах і на галявинах — у Карпатах, в Розточчі, на Правобережному Поліссі та в Лісостепу.

## Використання

### Фармакологічні властивості й застосування
В зелених частинах і в насінні рослини міститься до 1 % алкалоїду спартеїну, що застосовується як слабкий сечогінний засіб при проблемах серця.
Препарати з жарновця вживають при лікуванні серця і нирок.

### Декоративні властивості
Жарновець віниковий культивується в парках України. Він досить морозостійкий, світлолюбний, середньо вибагливий до родючості ґрунтів, у перші роки росте швидко. Добре розмножується насінням. Придатний для декоративних, куртинних посадок у парках, садах та на галявинах у зелених зонах.